# Helmut Dittrich
Helmut Dittrich (* 5. August 1926 in Hindenburg; † 10. April 1987 in Bremen) war ein Polizeibeamter und Politiker (SPD) aus Bremen und Mitglied der Bremischen Bürgerschaft. 

## Biografie

### Ausbildung und Beruf
Dittrich war als Polizeibeamter in Bremen tätig. 

### Politik
Dittrich war Mitglied der SPD in Bremen im Ortsverein Woltmershausen. Er war seit den 1970er Jahren Mitglied und ab Februar 1979 bis Mitte der 1980er Jahre Vorsitzender des SPD-Unterbezirks Bremen-West.
Er war von 1971 bis 1979 für die SPD 8 Jahre lang Mitglied der Bremischen Bürgerschaft und in verschiedenen Deputationen und Ausschüssen der Bürgerschaft tätig. Er war von 1975 bis 1979 Stellvertretender Fraktionsvorsitzender der SPD und Mitglied der Innendeputation in der Bürgerschaft.